# Neoplocaederus lymphaticus
Neoplocaederus lymphaticus är en skalbaggsart som först beskrevs av Auguste Lameere 1890.  Neoplocaederus lymphaticus ingår i släktet Neoplocaederus och familjen långhorningar.
Artens utbredningsområde är Bangladesh. Inga underarter finns listade i Catalogue of Life.